# Kittoniaceae
Famille
Les Kittoniaceae sont une famille d'algues de l'embranchement des Bacillariophyta (Diatomées), de la classe des Mediophyceae et de l’ordre des Biddulphiales.

## Étymologie
Le nom de la famille vient du genre type Kittonia, dédié à Frederick Kitton, membre honoraire du « Quekett (en) Microscopal Club » de Londres et découvreur d'une autre diatomée Fragilaria crotonensis Kitton 1869 (Fragilariaceae)« forme "étrange" (de diatomée) des fontaines de New York ».

## Description
Le genre Kittonia se présente sous la forme de cellules elliptiques en vue valvulaire avec deux processus bien visibles se terminant par des renflements aplatis (labiate process ou rimoportula).  Valves elliptiques, peu profondes, avec une collerette marginale proéminente et deux (trois chez certaines espèces) processus allongés. Ceux-ci proviennent de zones claires de la face de la valve à mi-chemin entre le centre et la marge ; l'axe sur lequel ils reposent est à environ 45° des axes apical et transapical de la valve. Les processus sont d'abord lisses, tubulaires et recourbés vers l'extérieur, mais se terminent par des renflements aplatis, parallèles à la valve, perforés de rangées de pores fins formant une sorte d'« ocelle ». Une zone centrale claire est présente portant un groupe de tubes courts à l'extérieur (les ouvertures des rimoportules). Autour de cette zone centrale, la valve monte puis descend et remonte jusqu'au rebord marginal. Des rangées de grandes aréoles rayonnent à partir du centre ; elles contiennent de fins cribres (Cribrum). À l'intérieur, la charpente est visiblement nervurée entre les rangées unisériées d'aréoles. De fines fentes/pores apparaissent sur les côtes à la fois sur le dessus et sur les côtés ; ceux-ci s'ouvrent sur l'extérieur par les pores simples. Un manteau valvulaire (mantle) étroit s'étend sous le rebord marginal et est pourvu d'une rangée d'aréoles. Le manteau s'étend sous la rangée d'aréoles et dans cette région est finement perforé. Rimoportules groupées, centrales, avec des extensions tubulaires à l'extérieur, mais sessiles à l'intérieur et se trouvant dans une légère dépression. De petits pores se forment autour et entre les rimoportules. Nous n'avons pas de données sur le cingulum .
Note : pour le vocabulaire ci-dessus, spécifique aux diatomées (notamment les mots en italique), voir le glossaire anglophone cité en référence.

Le Kittonia présente des sortes de « tiges » décrites comme suit par Nelson et Karop 

« Tige de Kittonia elaborata, présentant une délicate membrane perforée, recouvrant l'extrémité en forme de cloche du tuyau. Ce curieux appendice ressemble en miniature à la rose (la pomme) d'un arrosoir. »

## Distribution
Kittonia est un genre fossile de neuf espèces (VanLandingham, 1971), des gisements Éocènes d'Oamaru (Nouvelle-Zélande).
L'espèce Kittonia hannai (dédiée au naturaliste américain G.D.Hanna) Lefebure & Cheneviere 1939, a été découverte dans des gisements Crétacés de Californie.

## Liste des genres
Selon AlgaeBase (2 août 2022) :
- Kittonia Grove & Sturt, 1887

## Systématique
Le nom correct complet (avec auteur) de ce taxon est Kittoniaceae Glezer, 1986.

## Publications originales
- (en) Grove, E. & Sturt, G. (1887). On a fossil marine Diatomaceous deposit from Oamaru, Otago, New Zealand. Part III. Journal of the Quekett Microscopical Club, Series 2 3: 63-78, pls 5, 6.
- (ru) Sokolov, B.S. (Ed.) (1986). Aktual'nyye voprosy sovremennoy paleoal'gologii [Topical issues of modern palaeophycology / Questions d'actualité de la paléoalgologie moderne].  pp. 160, 24 plates. Kiev: Naukova Dumka.